# G-4 (Europa)
Para el grupo de países formado por Alemania, Brasil, India y Japón, véase Grupo de los cuatro
Se conoce como G-4 o EU4 al grupo integrado por las grandes potencias de Europa: Alemania, Francia, Italia y el Reino Unido, que a su vez son miembros del G-7, el G-12 y el G-20.
Este término fue utilizado por primera vez por el expresidente francés Nicolas Sarkozy cuando solicitó una reunión en París con el entonces primer ministro italiano Silvio Berlusconi, la canciller alemana Angela Merkel y el primer ministro británico Gordon Brown para tratar el tema de la crisis financiera durante la Gran Recesión. Asimismo, la OCDE llama a estos países «los cuatro grandes de Europa».
Estos líderes sostienen cada cierto tiempo (una vez a la semana o una vez al mes) una serie de videoconferencias con el presidente de los Estados Unidos o con otros líderes para dialogar sobre problemas internacionales. Por ejemplo, con el presidente de los Estados Unidos, entonces Barack Obama, han tratado sobre la guerra de Irak, la guerra civil Siria, la crisis de Crimea, el conflicto palestino-israelí, las sanciones impuestas contra Rusia y el brote del virus del ébola que azotó África Occidental en 2014. Cabe destacar que solo estos cuatro países fueron los representantes de la Unión Europea en las negociaciones de paz con Siria iniciadas en noviembre de 2015.

## Historia

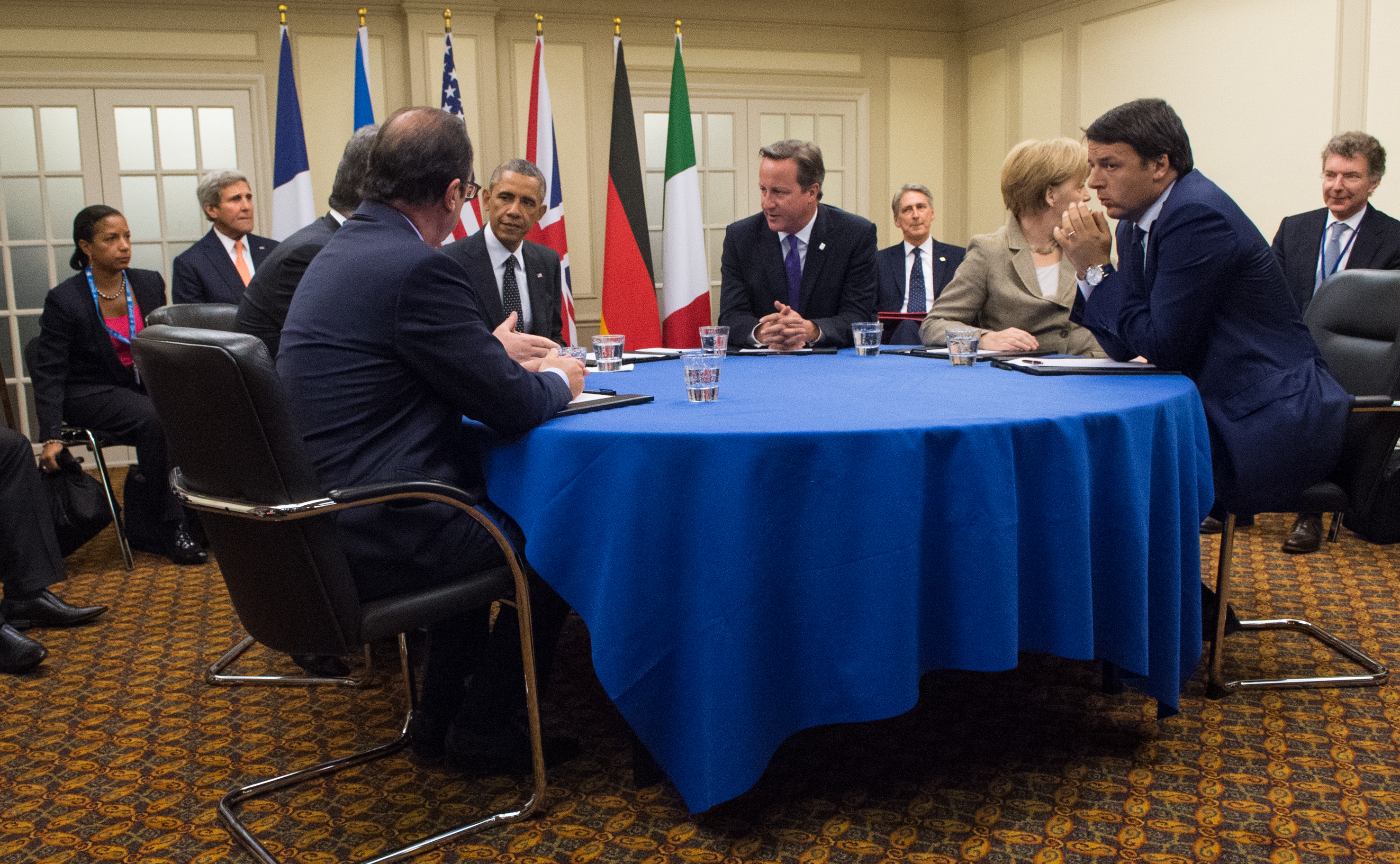
El presidente Barack Obama con los líderes del G4 Hollande, Cameron, Merkel y Renzi durante la Cumbre de Newport de 2014.

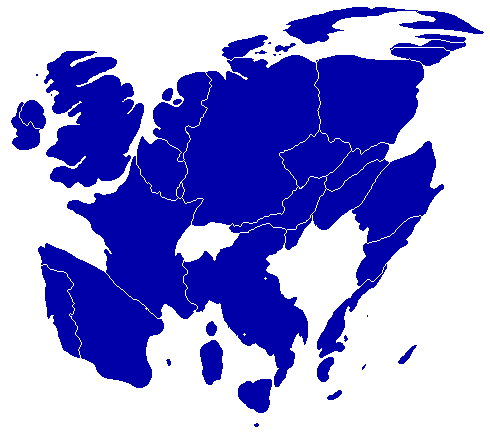
Un cartógrafo mostrando la distribución de la población de estos países según el tamaño de su territorio. Más de la mitad de los ciudadanos de la Unión Europea viven en los cuatro Estados miembros más grandes: Alemania, Francia, Italia y España

Alemania, Francia, Italia y el Reino Unido han sido referidos como los cuatro grandes de Europa desde el periodo de entreguerras (1919-1939), cuando los cuatro países firmaron el Pacto de las Cuatro Potencias y los Acuerdos de Múnich. Francia y el Reino Unido, miembros permanentes del Consejo ejecutivo de la Sociedad de Naciones, junto con Italia y Japón, estaban involucrados en una política de apaciguamiento hacia Alemania. En la Segunda Guerra Mundial (1939-1945) China, los Estados Unidos, Francia, el Reino Unido y la Unión Soviética, lucharon contra Alemania, Italia y Japón. La derrota de las Potencias del Eje dio como resultado la formación de las Naciones Unidas, donde a los cinco países vencedores se les concedió un asiento permanente en el Consejo de Seguridad. Alemania, Italia y Japón experimentaron un milagro económico en la posguerra y participaron en 1975 en la 1.ª Cumbre del G6 junto con Francia, los EE. UU. y el Reino Unido.
Desde 1945, Francia y el Reino Unido han sido líderes, principalmente en materia de política de defensa, mientras que Alemania e Italia han preferido actuar en el marco de las organizaciones internacionales. Por ejemplo, Alemania, Francia, Italia y el Reino Unido son los países europeos que se encuentran representados en las conversaciones de paz de Siria, pero solo Francia y el Reino Unido están bombardeando directamente al ISIS en Siria, mientras que Alemania e Italia prefieren brindar apoyo militar y envío de tropas de entrenamiento.

### Quint

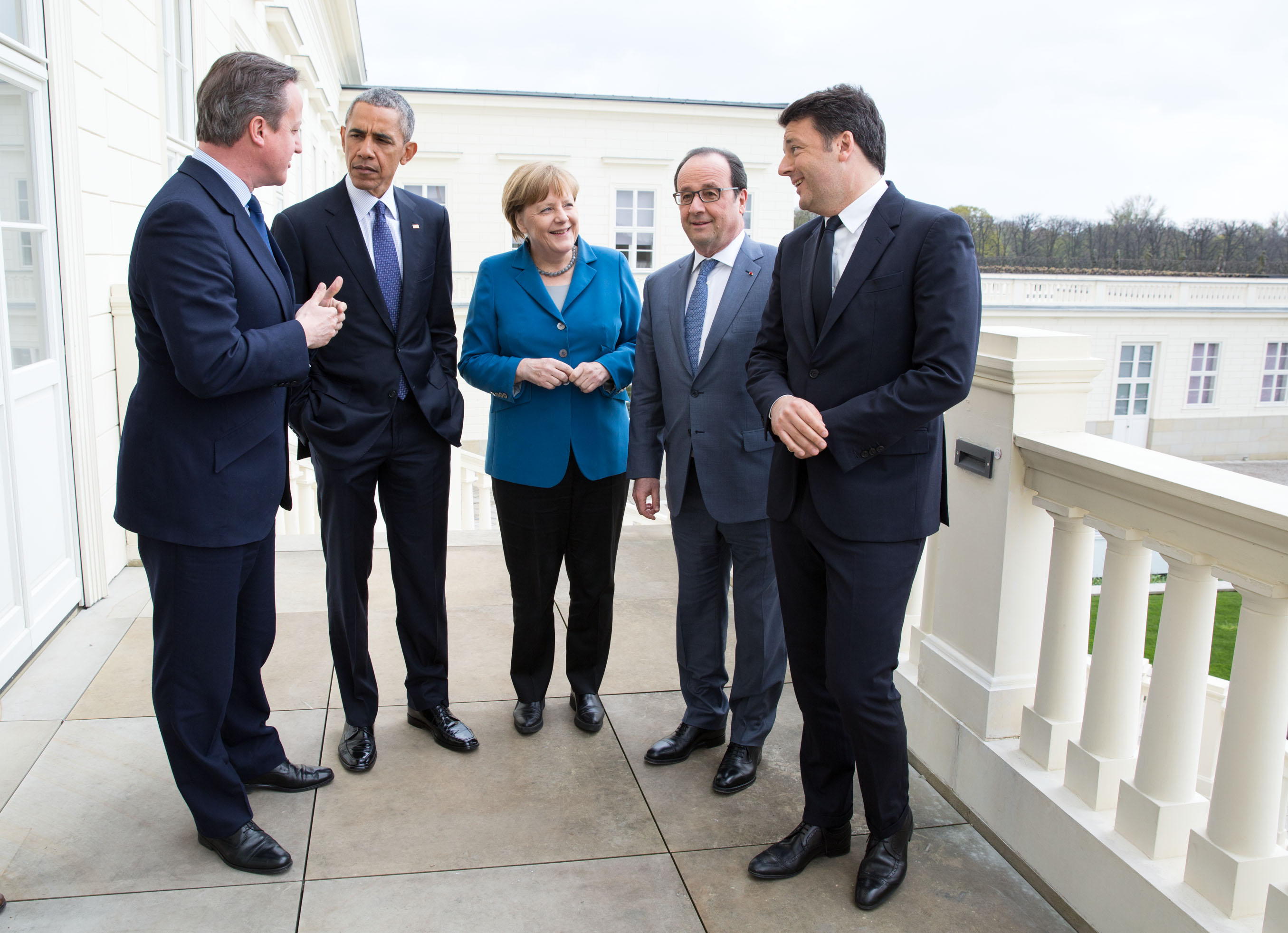
David Cameron, Barack Obama, Angela Merkel, François Hollande y Matteo Renzi durante una cumbre informal en Hannover, abril de 2016.

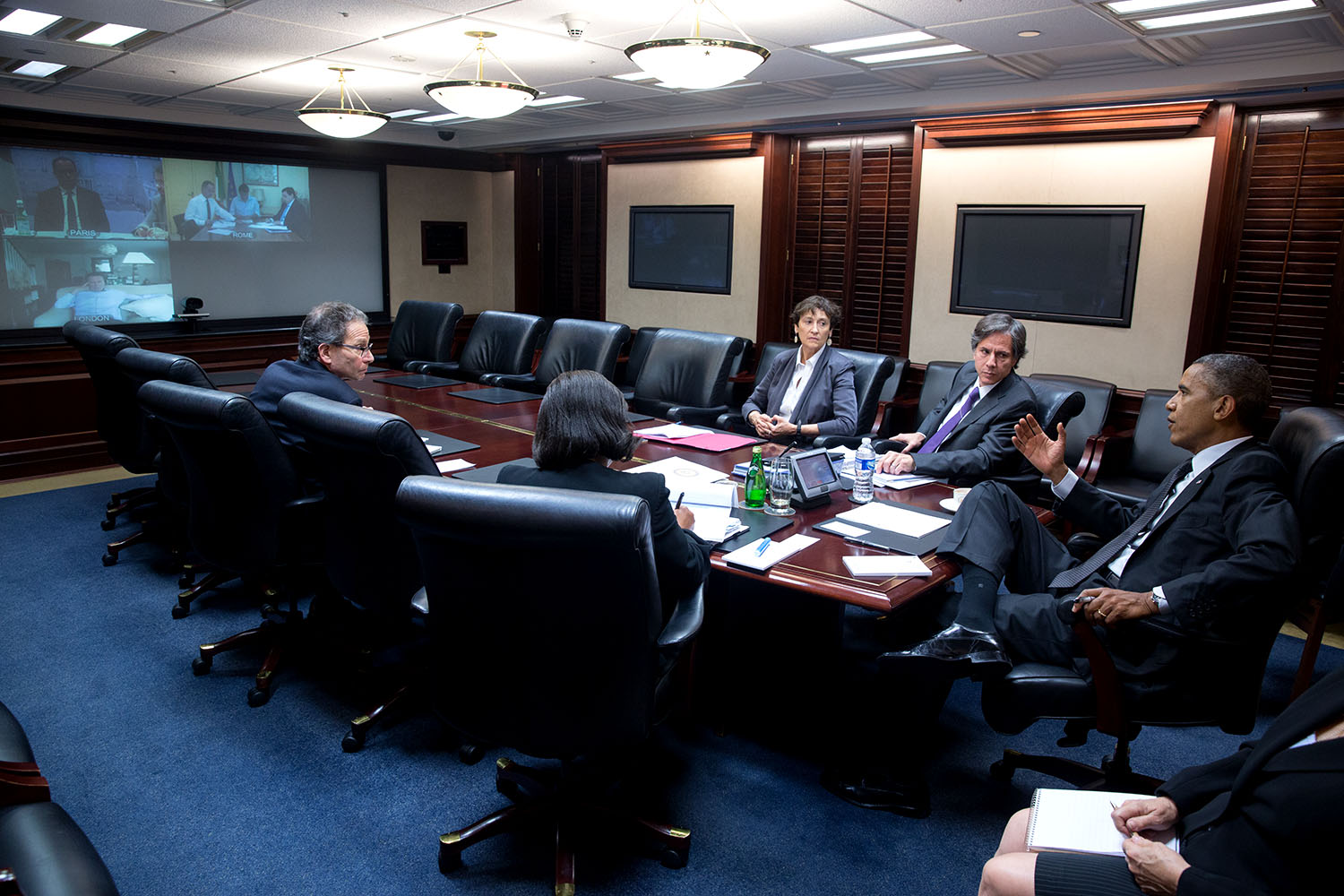
Barack Obama, Angela Merkel, Matteo Renzi, David Cameron y Francois Hollande participando en una vídeo teleconferencia.

El Quint es un grupo informal de toma de decisiones que consta de cinco potencias occidentales: los Estados Unidos y "los cuatro grandes" (Alemania, Francia, Italia y el Reino Unido). Actualmente, opera como un "Directorio" de diversas entidades como el G-7, el G-12 y la OTAN.
La idea de un eje trilateral sobre cuestiones de política exterior fue propuesta por el presidente francés Charles de Gaulle a sus homólogos británicos y estadounidenses ("Plan Fouchet"). Sin embargo, ese plan nunca fue implementado. Las reuniones entre los cancilleres de los tres países y Alemania Occidental se conocían como reuniones "Quad" alrededor de 1980. Fueron en gran medida simbólicas y dieron lugar a ninguna decisión real. El Quint en su forma actual parece haber comenzado como el Grupo de Contacto con la exclusión de Rusia. Hoy en día, los líderes Quint discuten los principales temas internacionales y participan en videoconferencias, una vez cada dos semanas o reunidos entre sí, en diversos foros como el G-7, el G-12, la ONU, la OSCE y la OTAN.

### Brexit
El referéndum sobre la permanencia del Reino Unido en la Unión Europea, tuvo lugar el jueves 23 de junio de 2016 en el Reino Unido y dio lugar a una votación general, dando un 51,9% ganador el lado partidario de salir. El gobierno británico invocará el artículo 50 del Tratado de la Unión Europea para iniciar el proceso para salir de la UE. A pesar de la votación para salir de la UE, el Reino Unido se ha mantenido como una  "gran potencia europea", un miembro del "Quint", y como uno de "los cuatro grandes" debido a su relación especial con los Estados Unidos y los demás países del G-4. El G-4 ahora consiste en el Reino Unido y el nuevo G-3 (Alemania, Francia e Italia), los grandes miembros fundadores de la Comunidad Europea que han retomado un papel de liderazgo en Europa después de la decisión del Reino Unido para salir de la UE.
Asimismo, la canciller alemana Angela Merkel junto con los otros dos líderes del G-3, convocó a una reunión de emergencia el 27 de junio en Berlín para definir el futuro de la UE y fijar una postura común con la que afrontar la crisis generada por el Brexit.

## Estadísticas
| País        | Población  | Votos en el Consejo Europeo | Votos en el Consejo Europeo | Contribución al presupuesto de la UE (en euros) | Contribución al presupuesto de la UE (en euros) | Miembros del Parlamento Europeo |
| ----------- | ---------- | --------------------------- | --------------------------- | ----------------------------------------------- | ----------------------------------------------- | ------------------------------- |
| Francia     | 66 616 416 | 1                           | 8,4%                        | 17 303 107 859                                  | 16,44%                                          | 74                              |
| Alemania    | 80 716 000 | 1                           | 8,4%                        | 22 218 438 941                                  | 21,11%                                          | 96                              |
| Italia      | 60 782 668 | 1                           | 8,4%                        | 14 359 479 157                                  | 13,64%                                          | 73                              |
| Reino Unido | 64 100 000 | -                           | -                           | 13 739 900 046                                  | 13,05%                                          | -                               |

Estas 3 naciones son las que poseen el PIB más alto de la Unión Europea (Reino Unido ya no forma parte de la UE), que en conjunto conforman el 50 por ciento de la misma. Aportan más del 64 por ciento del presupuesto general de la Unión Europea.
| País        | PIB Nominal (mill. USD) | PIB PPA (mill. USD) | IDH   |
| ----------- | ----------------------- | ------------------- | ----- |
| Alemania    | 3 874 437               | 3 748 094           | 0,926 |
| Italia      | 2 151 744               | 2 135 359           | 0,884 |
| Francia     | 2 833 687               | 2 591 170           | 0,897 |
| Reino Unido | 2 950 039               | 2 569 218           | 0,909 |

## Líderes actuales

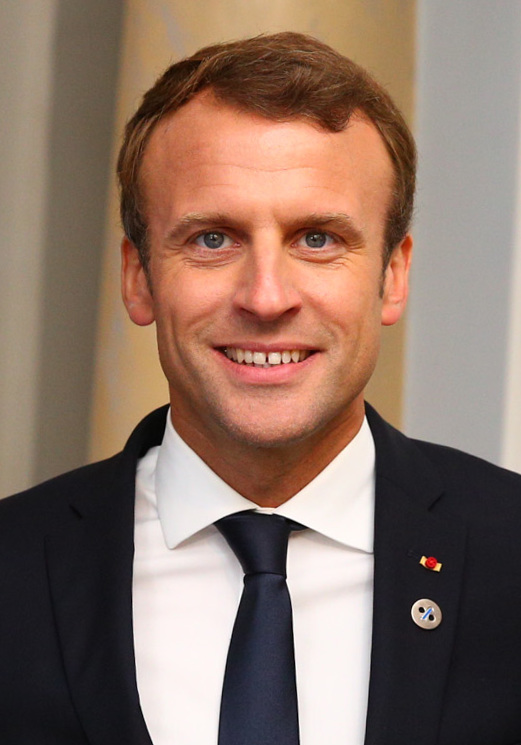
Francia Emmanuel Macron, presidente
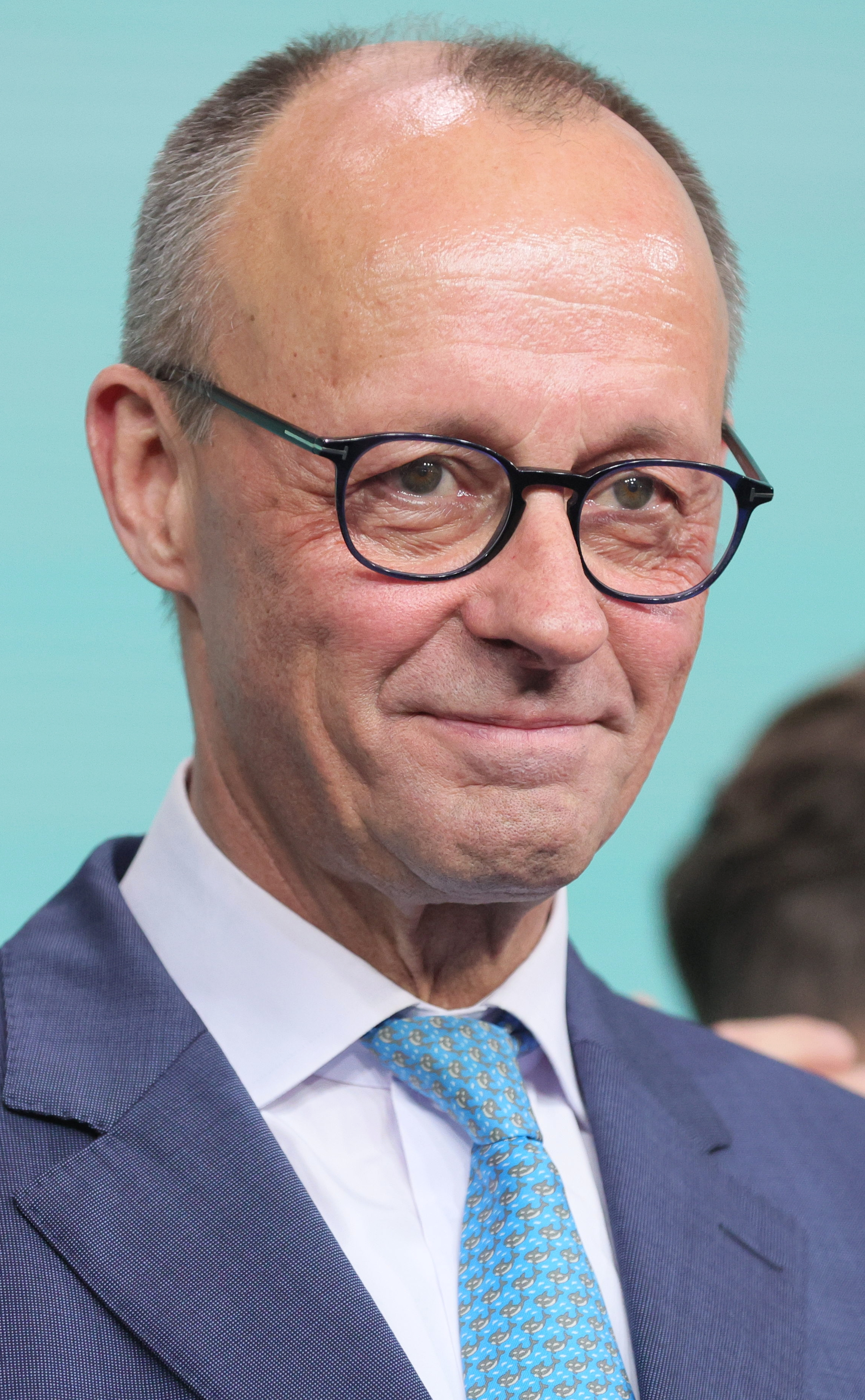
Alemania Friedrich Merz, canciller
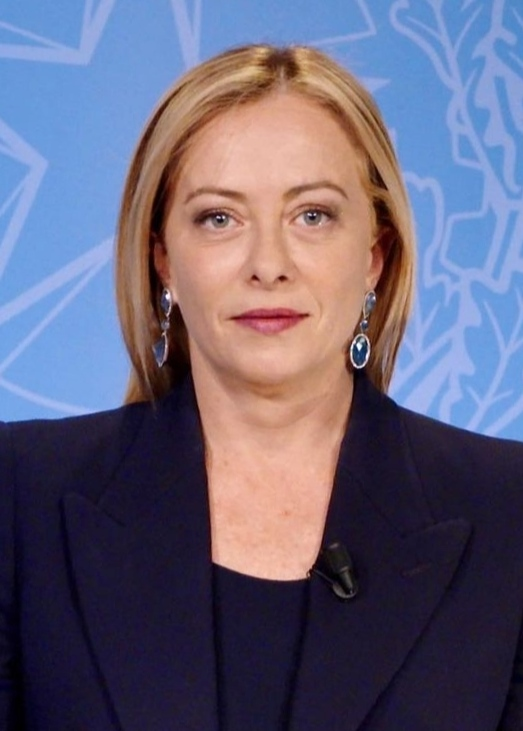
Italia Giorgia Meloni, Presidenta del Consejo de Ministros
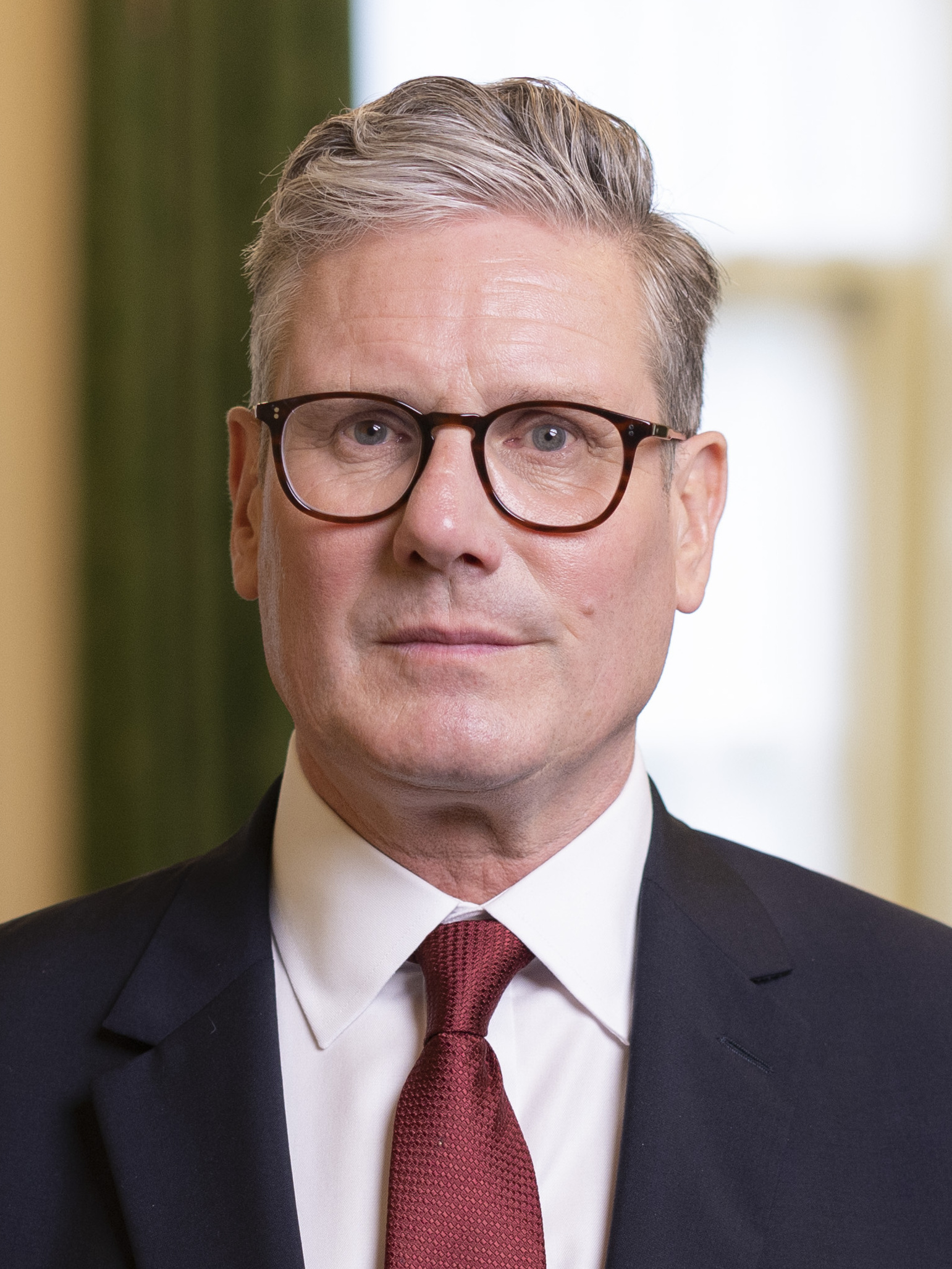
Reino Unido Keir Starmer, Primer ministro